# Асфандьярова, Амина Ибрагимовна
Ами́на Ибраги́мовна Асфандья́рова (род. 27 июля 1961, Уфа) — российский музыковед, ректор Уфимского государственного института искусств им. Загира Исмагилова (УГИИ). Заслуженный деятель искусств Республики Башкортостан (2008).

## Биография
Асфандьярова Амина Ибрагимовна родилась 27 июля 1961 года в Уфе.
В 1985 году окончила Уфимский государственный институт искусств по классу заслуженной артистки РБ, доцента С. Г. Хамидуллиной. В 1995 году проходила стажировку в Казанской государственной консерватории по классу заслуженной артистки РФ и РТ, профессора Э. К. Ахметовой.
Кандидатскую диссертацию на тему «Интонационная лексика образов пасторали в тематизме фортепианных сонат Й.Гайдна» защитила в 2003 году в диссертационном совете Новосибирской государственной консерватории (рук. проф. Л. Н. Шаймухаметова).
Место работы: c 1985 года работала в УГИИ концертмейстером, с 1993 года — на кафедре специального фортепиано, с 2001 по 2003 годы — соискатель в Лаборатории музыкальной семантики УГАИ, с 2003 года — декан факультета музыковедения и вокально-хорового искусства, с 2007 года — проректор по учебной и воспитательной работе академии, профессор.
С 2013 года — ректор Уфимской государственной академии искусств им. Загира Исмагилова (с 2015 — институт).
А. И. Асфандьярова являлась членом жюри республиканских музыкальных конкурсов: им. З. Исмагилова, им. Н. Сабитова (Уфа, 1998, 2000, 2002, 2004 гг.), конкурса-фестиваля преподавателей ДМШ, конкурса молодых исполнителей на цифровых фортепиано (Уфа, 2004, 2005), конкурса им. В. Тимановой (2005).
Выступала c концертами в УГАИ, УУИ, Башгосфилармонии, в городах Октябрьский, Учалы, Ишимбай, Салават, Бузулук.
В марте 2014 года поддержала аннексию Крыма, подписала письмо президенту России Владимиру Путину в поддержку аннексии.

## Санкции
6 марта 2022 года после вторжения России на Украину подписала письмо в поддержу российской агрессии. С 9 июня 2022 года находится под персональными санкциями Украины за поддержку войны. Также была внесена ФБК в список коррупционеров и разжигателей войны за поддержку нападения на Украину, 16 марта 2022 года форумом свободной России внесена в санкционный «Список Путина» с предложением введения против неё международных санкций.

## Награды и звания
- Заслуженный деятель искусств Республики Башкортостан (2008)[источник не указан 1030 дней]
- Отличник народного образования[источник не указан 1030 дней]

## Труды
- Интонационная лексика образов пасторали в тематизме фортепианных сонат Й. Гайдна: Монография. – Уфа: РИО УГАИ, 2007 (гриф УМО высших учебных заведений РФ);
- Фортепианная музыка композиторов Башкортостана: Тезисы докладов научно-практической конференции Первого фестиваля фортепианной музыки композиторов Башкортостана. - Уфа,1997.
- Фортепианная и скрипичная музыка композиторов Башкортостана: Тезисы докладов научно-практической конференции Второго фестиваля фортепианной и скрипичной музыки композиторов Башкортостана. - Уфа, 1999.
- Интонационная лексика как проблема артикуляции фортепианных сонат Гайдна (статья). Историко-теоретические проблемы музыкознания / Сб.науч. тр.: РАМ им. Гнесиных, УГИИ. - Вып. 156 -М.,1999.
- Интонационная лексика фортепианных произведений как проблема исполнительской артикуляции (тезисы).
- Музыка, живопись, театр: проблемы истории, теории и педагогики: Материалы Республиканской научно-методической конференции. – Уфа; РИЦ УГИИ, 2000.
- Искусство во втором тысячелетии (Теория. Практика. Педагогические позиции): Материалы конференции. – Оренбург, 2001.
- Художественный мир музыкального произведения / Межвуз. сб. статей // Отв. ред.-сост. Шаймухаметова Л.Н. – УГИИ: Лаборатория муз.семантики.– Уфа, 2001
- Музыкальный текст и исполнитель / Сб. статей // Отв. ред.-сост. Шаймухаметова Л.Н. – Уфа: Лаборатория муз. семантики УГАИ, 2004.
- Художественный образ в исполнительском искусстве: Материалы науч.-практ. конф. – Магнитогорск, 2004.
- Музыкальное содержание: наука и педагогика: Материалы III Всероссийской научно-практической конференции. - Уфа, 2005.
- Материалы всероссийской научной конференции. – Новосибирск: Новосиб. гос. консерватория (академия) им. М.И.Глинки, 2005.
- Культурная жизнь юга России. – 2006. - № 2. - Краснодар.
- Современные гуманитарные исследования. - № 3. – 2006. - Москва. я
- Музыкальная семиотика: перспективы и пути развития / Материалы Международной научной конференции. – Астрахань, 2006.
- «Музыкальное содержание: современная научная интерпретация» / Материалы IV Всероссийской научно-практической конференции. – Ростов-на-Дону, 2006.
- Материалы международной конференции «Музыкальная педагогика: теория и практика», - Уфа, 2006.
- Исполнительское искусство и музыковедение. Параллели и взаимодействия/Сб. статей по материалам Междунар. науч. конф. 6-9 апр. 2009. – М.: Человек, 2010. – с. 122-129.
- Этот многообразный мир музыки/Сб. статей к 80-летию М.Г.Арановского. – М.:Гос. институт искусствознания. – 2010. – с. 47-50.
- Пьесы башкирских композиторов для фортепиано (Хрестоматия). Методическое пособие для учащихся ДМШ, ДШИ. – Уфа,1999.